# Порт-Кэмпбелл (национальный парк)
Порт-Кэмпбелл (англ. Port Campbell National Park) — национальный парк в Западном районе штата Виктория, Австралия.

## Описание
Парк расположен в южной части штата, вытянут сравнительно узкой полосой вдоль океана, имеет площадь 17,5 км². Порт-Кэмпбелл граничит с другими природоохранными территориями: национальным парком Грейт-Отуэй и прибрежным парком «Залив островов». Через парк проходит Великая океанская дорога. Ближайшие населённые пункты: Порт-Кэмпбелл в центре, Питерборо на западе и Принстаун на востоке.
Из флоры парка можно выделить солнечную орхидею, паучью орхидею, Leucopogon, Tetragonia implexicoma, Olearia axillaris, кизил, чайное дерево.
Фауна парка представлена в основном птицами. Наиболее часто встречаются медососовые, крапивниковые, сапсаны, пеликаны, утки, чёрные лебеди; на побережье можно встретить пингвинов, альбатросов, буревестников. Среди млекопитающих можно отметить малого бандикута, малую сумчатую мышь, ехидн.
Управляющая организация — Парки Виктории.

### Достопримечательности
- Группа скал Двенадцать апостолов
- Лондонская арка (до 1990 года — Лондонский мост)
- Хребет Лох-Ард[англ.]
- Утёсы Гибсон-Степс[англ.]
- Карстовая воронка Те-Гротто[англ.]

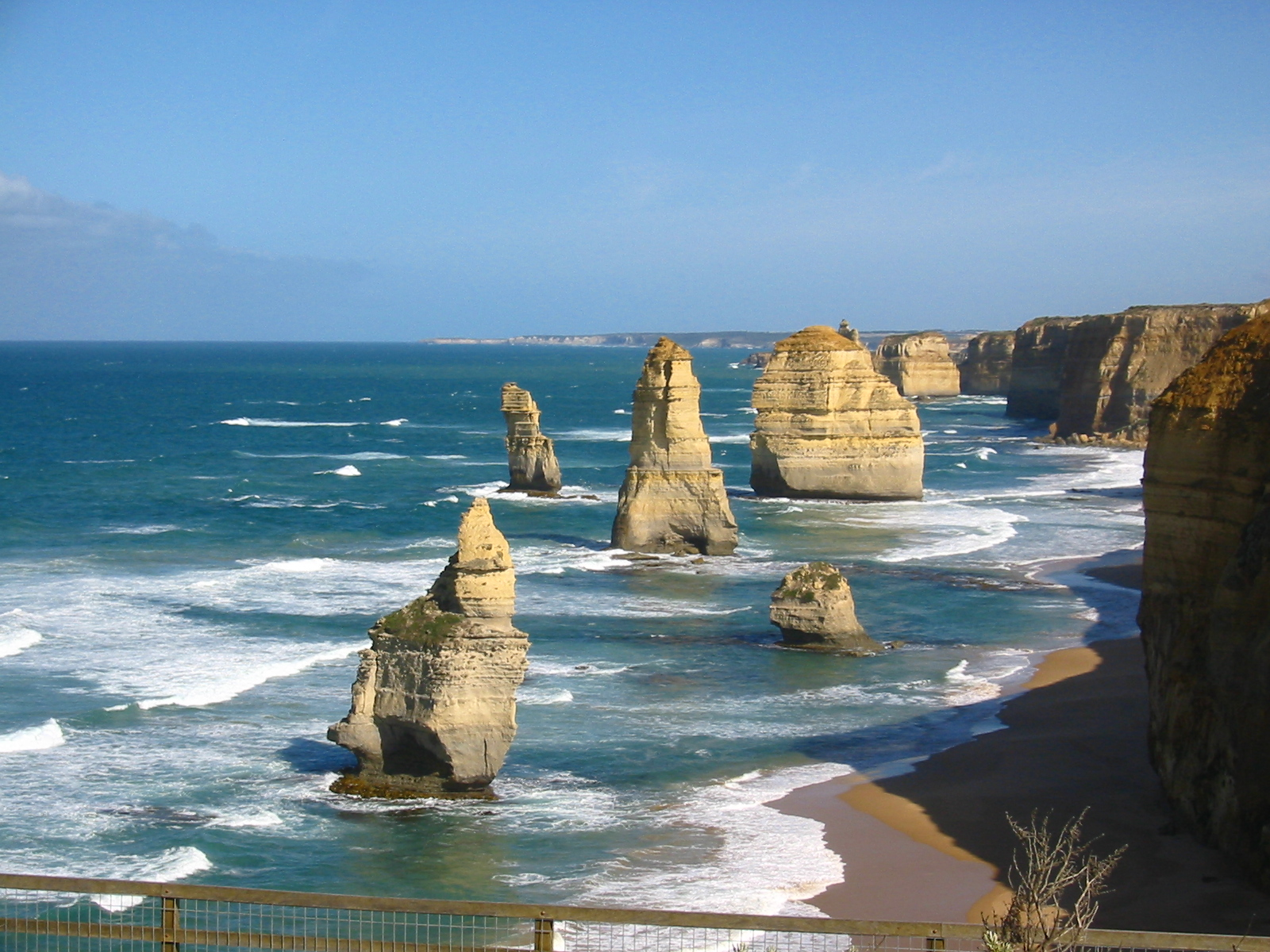
Двенадцать апостолов
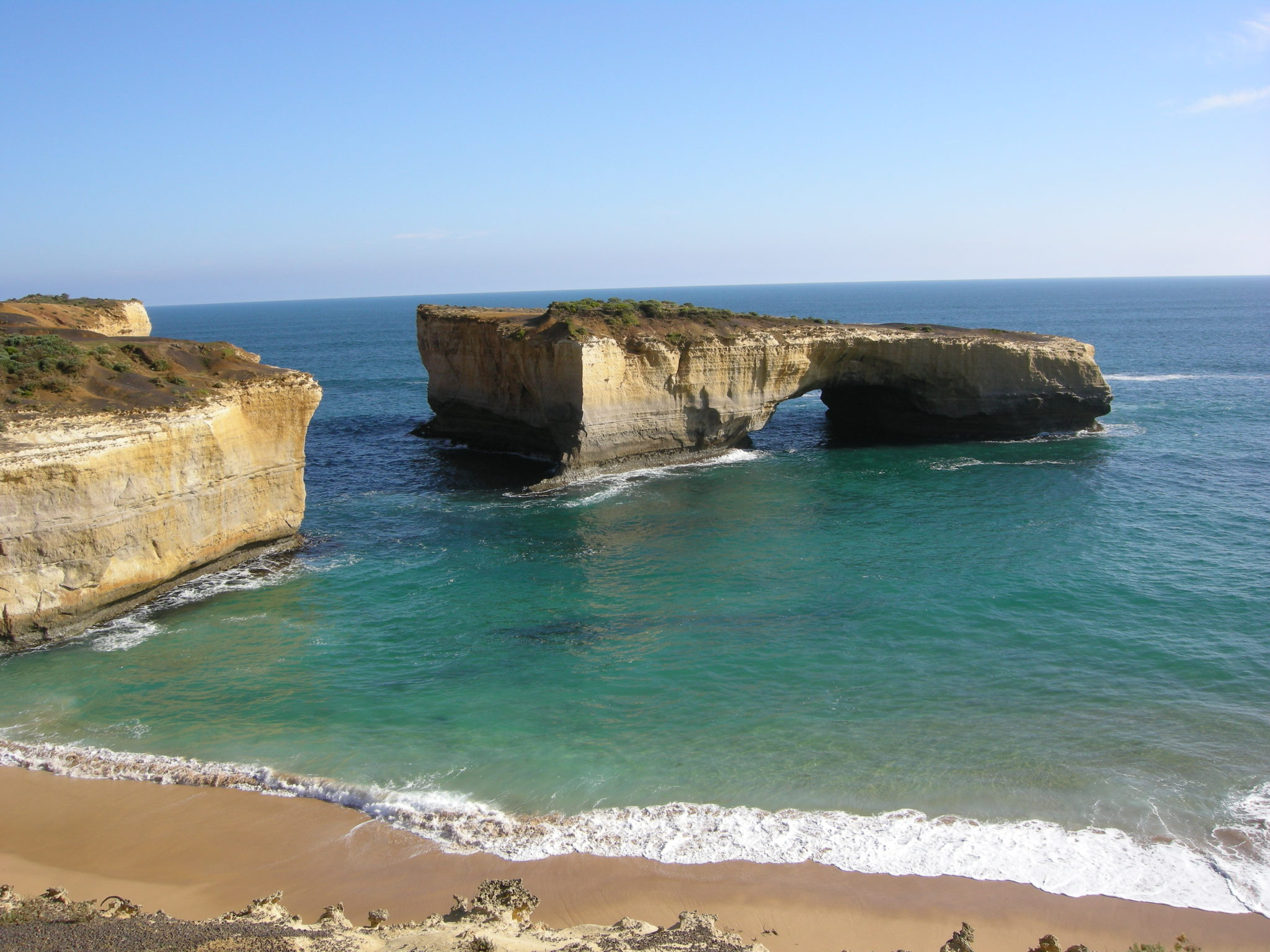
Лондонская арка
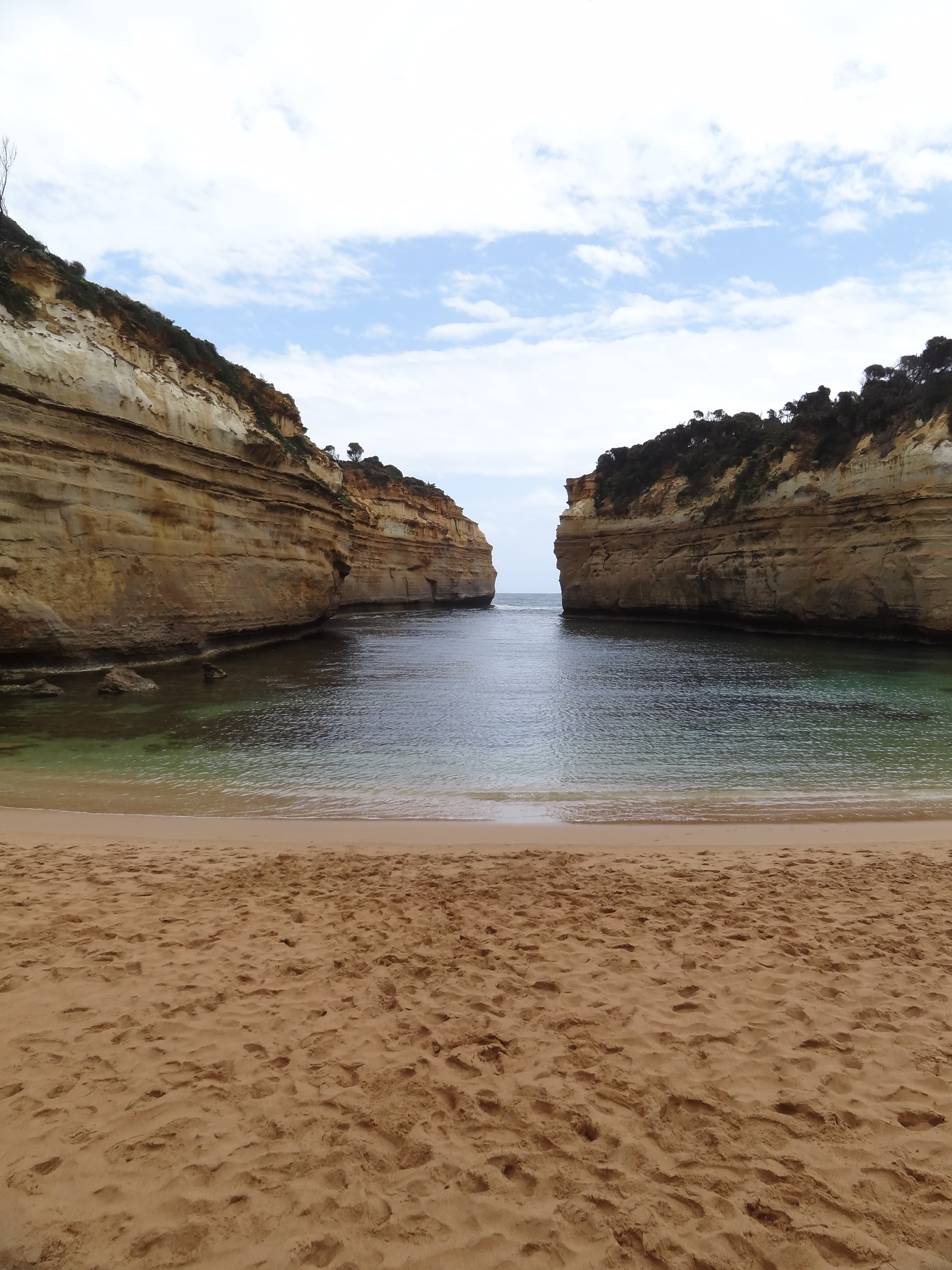
Лох-Ард[англ.]
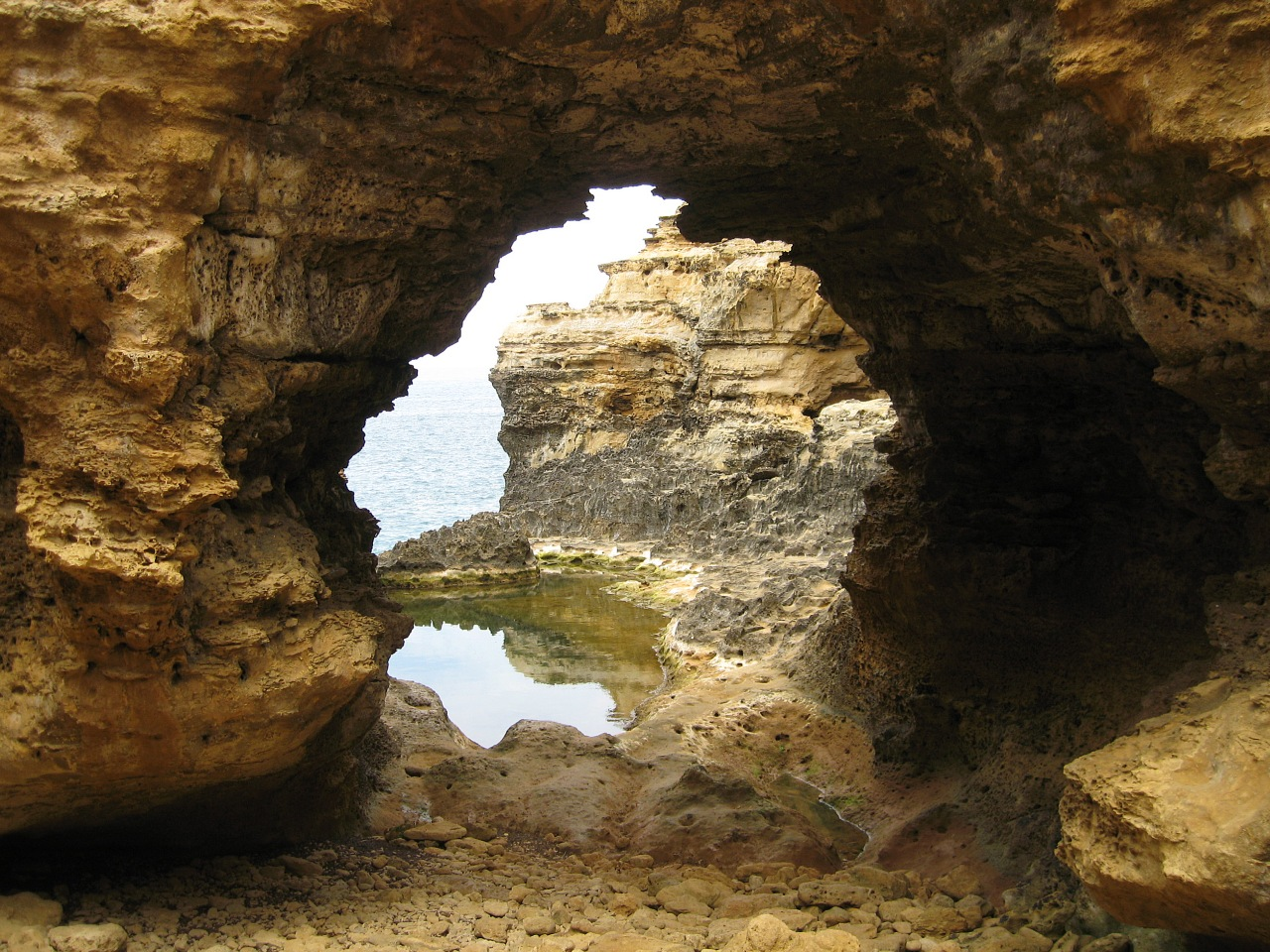
Те-Гротто[англ.]

## История
Парк был основан 5 мая 1964 года, тогда его площадь составляла всего 7 км². Целью создания парка было сохранение известняковых образований вдоль побережья. В 1981 году площадь парка была увеличена до нынешних 17,5 км². В 1998 году парк посетили около двух миллионов туристов.